# Skarsterlân
| Gemeentegrenzen Wijkgrenzen Buurtgrenzen Autosnelweg Secundaire weg Spoorweg |  |  | ██ Geselecteerde gemeente ██ Bebouwd gebied ██ Bos of park ██ Binnenwater, rivier of kanaal |

Skarsterlân en omgeving (2009)

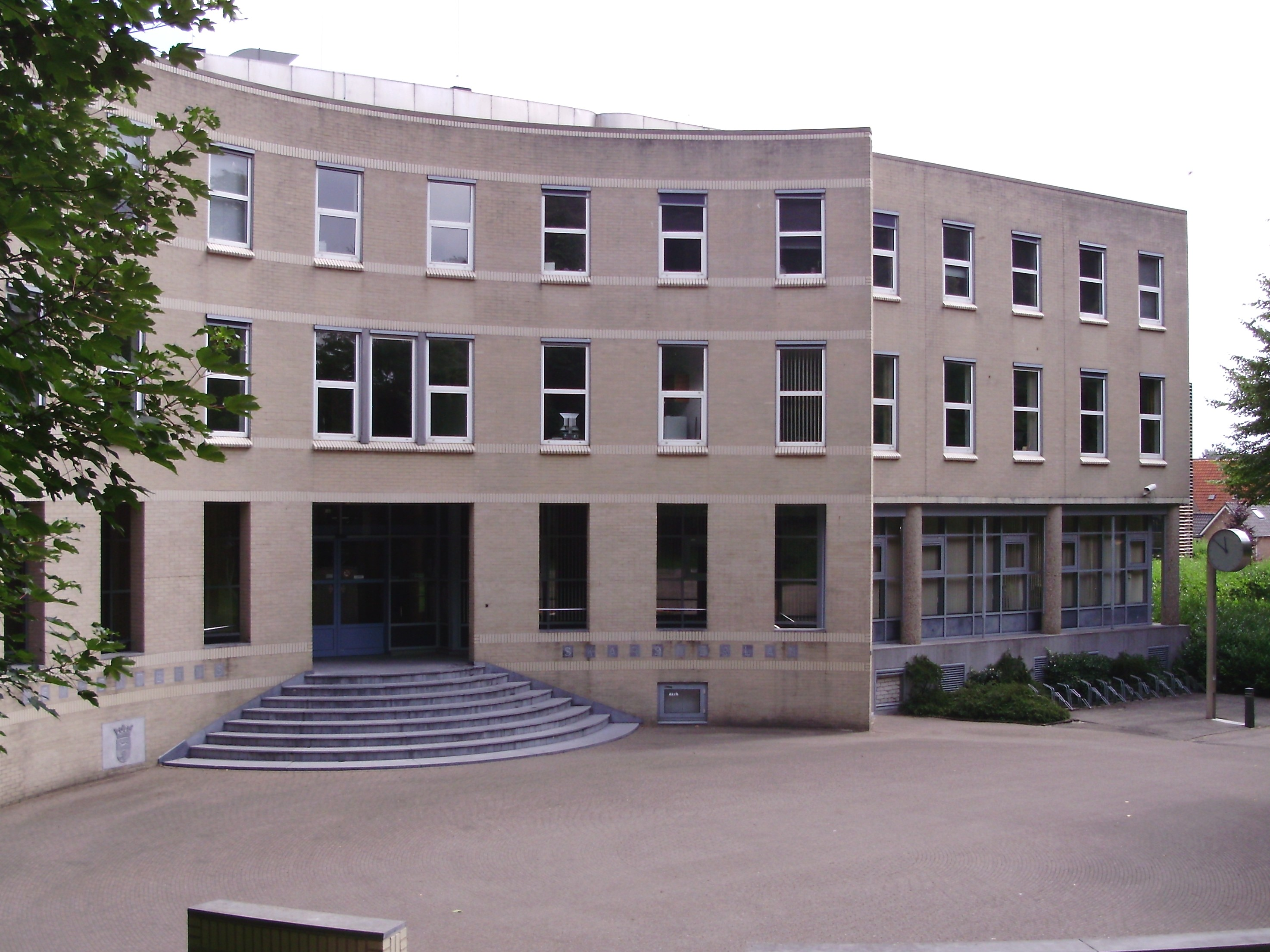
Hoofdingang gemeentehuis van Skarsterlân (2008)

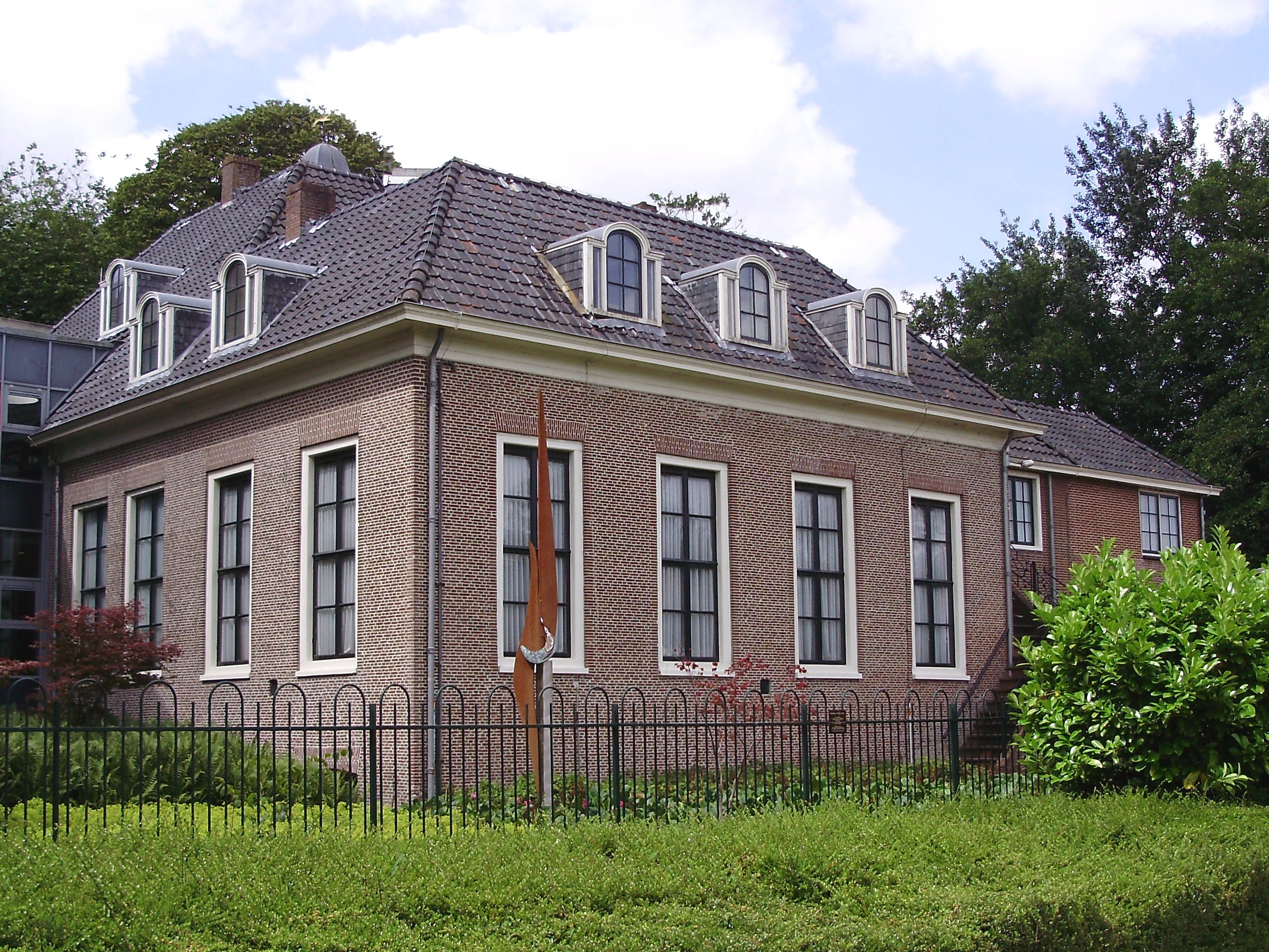
Herema State, achterzijde gemeentehuis (2008)

Skarsterlân ([’skastrlɔ:n], uitspraakⓘ) (Nederlands, tegenwoordig ongebruikelijk: Scharsterland (uitspraakⓘ)) was een gemeente in de Nederlandse provincie Friesland met (per 1 november 2013, bron: CBS) 27.467 inwoners en een oppervlakte van 216,89 km². Op 1 januari 2014 ging de gemeente op in de nieuw gevormde gemeente De Friese Meren (De Fryske Marren).

## Plaatsen
De gemeente Skarsterlân telde dertig officiële kernen (dorpen). De hoofdplaats was Joure; hier stond ook het gemeentehuis. De Nederlandse namen zijn de officiële. De officiële naam voor de gemeente is echter de Friese.

### Dorpen
Aantal inwoners per woonkern op 1 januari 2008:
| Nederlandse naam | Friese naam   | Inwoners |
| ---------------- | ------------- | -------- |
| Joure            | De Jouwer     | 13.045   |
| Sint Nicolaasga  | Sint Nyk      | 3.324    |
| Oudehaske        | Âldehaske     | 1.987    |
| Sintjohannesga   | Sint Jânsgea  | 1.181    |
| Langweer         | Langwar       | 940      |
| Scharsterbrug    | Skarsterbrêge | 828      |
| Rottum           | Rottum        | 673      |
| Rotsterhaule     | Rotsterhaule  | 644      |
| Haskerhorne      | Haskerhoarne  | 590      |
| Idskenhuizen     | Jiskenhuzen   | 455      |
| Haskerdijken     | Haskerdiken   | 426      |
| Tjerkgaast       | Tsjerkgaast   | 409      |
| Vegelinsoord     | Vegelinsoard  | 370      |
| Ouwsterhaule     | Ousterhaule   | 330      |
| Terkaple         | Terkaple      | 236      |
| Rohel            | Reahel        | 225      |
| Broek            | De Broek      | 215      |
| Rotstergaast     | Rotstergaast  | 215      |
| Goingarijp       | Goaiïngaryp   | 202      |
| Nieuwebrug       | Nijbrêge      | 148      |
| Boornzwaag       | Boarnsweach   | 122      |
| Akmarijp         | Eagmaryp      | 107      |
| Doniaga          | Dunegea       | 91       |
| Ouwster-Nijega   | Ousternijegea | 87       |
| Oldeouwer        | Alde Ouwer    | 85       |
| Snikzwaag        | Sniksweach    | 71       |
| Dijken           | Diken         | 54       |
| Nijehaske        | Nijehaske     | 46       |
| Legemeer         | Legemar       | 37       |
| Teroele          | Teroele       | 27       |

Bron: gemeente Skarsterlân

### Buurtschappen
Naast deze officiële kernen bevonden zich in de gemeente de volgende buurtschappen:
| - Ballingbuur (Ballingbuer) - Boornzwaag over de Wielen (Boarnsweach oer de Wielen) | - De Polle (De Pôle) - Finkeburen (Finkebuorren) - Heide (De Heide) | - Onland (Unlân) - De Rijlst (De Rylst) | - Spannenburg (Spannenburch) - Sythuizen (Sythuzen) - Vierhuis (Fjouwerhûs) (deels) |

## Ontstaan
Skarsterlân is na de gemeentelijke herindeling in 1984 gevormd door fusie van de gemeenten Doniawerstal en Haskerland met een deel van Utingeradeel (de dorpen Akmarijp en Terkaple) en het dorp Nieuwebrug dat eerst tot de gemeente Heerenveen behoorde.

## Naam
In de zomer van 1979 wordt de naam Skarsterlân voor het eerst genoemd in een rapport van Gedeputeerde Staten over de ophanden zijnde gemeentelijke herindeling in Friesland. De naam verwijst naar de scharren (skarren): een stuk land waar boeren gezamenlijk vee lieten grazen. De scharren lagen rond Scharsterbrug in de gemeente Doniawerstal, net ten zuiden van de grens met Haskerland. 
In 1980 dook de naam Scharsterland op in een voorstel van Hans Wiegel, de toenmalige minister van Binnenlandse Zaken, om de gemeentenamen niet Fries te laten maken, maar Nederlands of officieel tweetalig. Na veel discussies hierover toentertijd had men voor de herindeling besloten om de nieuwe gemeente wettelijk de naam Scharsterland te geven in de Wet tot Gemeentelijke Herindeling van Friesland. Tegelijkertijd werd ook bepaald dat de gemeente zelf zou mogen kiezen om deze naam over te nemen of te wijzigen.
In maart 1984 besloot de kersverse gemeenteraad van de nieuwe gemeente Scharsterland om de oorspronkelijke Friese naam aan te nemen als de officiële naam. Per maart 1985, een jaar na het raadsbesluit, werd de officiële naam gewijzigd in Skarsterlân.

## Herindeling
In december 2008 gaf de raad van Skarsterlân aan bij een toekomstige herindeling te kijken naar Gaasterland-Sloten (Gaasterlân-Sleat) en Lemsterland als partners. De werknaam van deze gemeente was 'De Friese Meren'. De gemeenteraden van Skarsterlân en de beoogde partners stemden met een fusie per 1 januari 2013. Ook Gedeputeerde Staten van Friesland stemden met deze fusie in en zonden een positief advies aan de Minister van Binnenlandse Zaken. De minister liet laten weten dat hij positief staat ten opzichte van de fusie, maar dat de inwerkingtreding van de herindelingswet gepland stond voor 1 januari 2014. In het voorjaar van 2013 is de wet waarin de fusie werd geregeld aangenomen door de Tweede Kamer en de Eerste Kamer der Staten-Generaal. Al in 2013 hebben de fusiepartners hun ambtelijke diensten laten samengaan. Deze ambtelijke fusie is gebaseerd op de Wet gemeenschappelijke regelingen. Op grond van deze wet kunnen bestuursorganen als burgemeester en wethouders alsmede de burgemeesters zelf samenwerken in en bevoegdheden overdragen aan een openbaar lichaam, in dit geval het openbaar lichaam De Friese Meren. De uitvoeringsorganisatie De Friese Meren werkte vanuit het gemeentehuis in Joure, met servicepunten in Lemmer en Balk.

## Economie
Samen met de gemeente Heerenveen vormde Skarsterlân de kern van de economische A7-zone in Friesland. Onder meer omdat de gemeente er naar streefde haar plattelandse karakter te behouden, werd gezamenlijk met Heerenveen getracht economische groei in goede banen te leiden. Voor het gebied tussen Joure-West en Heerenveen-Oost werd een gezamenlijke toekomstvisie opgesteld waarin zaken als wonen, werken, infrastructuur, recreatie en natuur werden behandeld. Beide gemeentes zetten bijvoorbeeld een bedrijvenpark op, net ten westen van Heerenveen, op het grondgebied van Skarsterlân.

## Politiek

### Zetelverdeling gemeenteraad
De gemeenteraad van Skarsterlân bestond uit 21 zetels. Hieronder staan de samenstellingen van de gemeenteraad sinds 1998:
| FNP          | 4  | 4  | 5  | 7  |
| CDA          | 7  | 7  | 6  | 6  |
| PvdA         | 5  | 5  | 7  | 4  |
| VVD          | 3  | 3  | 2  | 3  |
| ChristenUnie | 1  | 1  | 1  | 1  |
| D66          | 1  | 1  | -  | -  |
| Totaal       | 21 | 21 | 21 | 21 |

## Aangrenzende gemeenten
| Aangrenzende gemeenten | Aangrenzende gemeenten | Aangrenzende gemeenten | Aangrenzende gemeenten | Aangrenzende gemeenten |
| ---------------------- | ---------------------- | ---------------------- | ---------------------- | ---------------------- |
|                        |                        | Boornsterhem           |                        |                        |
|                        |                        |                        |                        |                        |
| Súdwest-Fryslân        | Heerenveen             |                        |                        |                        |
|                        |                        |                        |                        |                        |
| Gaasterland-Sloten     |                        | Lemsterland            |                        | Weststellingwerf       |

## Wateren
In de provincie Friesland zijn in veel gemeenten, waaronder de gemeente Skarsterlân, sinds 15 maart 2007 de Friese namen van de oppervlaktewateren de officiële namen.

### Meren en poelen
In de gemeente Skarsterlân bevonden zich de volgende meren en poelen:
| Nederlandse naam     | Friese naam             |
| -------------------- | ----------------------- |
| Annewiel             | Annewiel                |
| Bokkewiel            | Bokkewiel               |
| Brandemeer           | Brandemar               |
| De Brekken           | De Brekken              |
| Brijpot              | Brijpot                 |
| Goëngarijpsterpoelen | Goaiïngarypster Puollen |
| Gossepalen           | Gossepeallen            |
| Gravepoeltje         | Gravepuoltsje           |
| Groote Brekken       | Grutte Brekken          |
| Haskerwijd           | Hasker Wiid             |
| Heerengat            | Hearregat               |
| Idskenhuistermeer    | Jiskenhúster Mar        |
| Jentjemeer           | Jentsjemar              |
| Koevordermeer        | De Kûfurd               |
| Langstaartenpoel     | Langsturtepoel          |

| Nederlandse naam     | Friese naam          |
| -------------------- | -------------------- |
| Langweerderwielen    | Langwarder Wielen    |
| Kleine Wijd          | Lytse Wiid           |
| Nannewijd            | Nannewiid            |
| Oudeweg              | Alde Wei             |
| Oudhof               | Aldhôf               |
| De Poel              | De Poel              |
| Scharrewiel          | Skarrewiel           |
| Slotermeer           | Sleattemer Mar       |
| Sneekermeer          | Snitser Mar          |
| Terkaplesterpoelen   | Terkaplester Puollen |
| Tjeukemeer           | Tsjûkemar            |
| Uilesprong           | Ulesprong            |
| De Wiel              | De Wiel              |
| Zand- of Binnenwater | Sânwetter            |
| Zwettepoel           | Swettepoel           |

Goëngarijpsterpoelen, Groote Brekken, Koevordermeer, Langweerderwielen, Oudhof, Slotermeer, Sneekermeer en Tjeukemeer maken deel uit van het Friese merengebied.

## Monumenten
In de gemeente zijn er een aantal rijksmonumenten en oorlogsmonumenten, zie:
- Lijst van rijksmonumenten in Skarsterlân
- Lijst van oorlogsmonumenten in Skarsterlân